# Oracze (Ełk)
Oracze (deutsch Oratzen, auch: Szameyten, 1928 bis 1945 Wittenwalde) ist ein Dorf in der polnischen Woiwodschaft Ermland-Masuren, das zur Gmina Ełk (Landgemeinde Lyck) im Powiat Ełcki (Kreis Lyck) gehört.

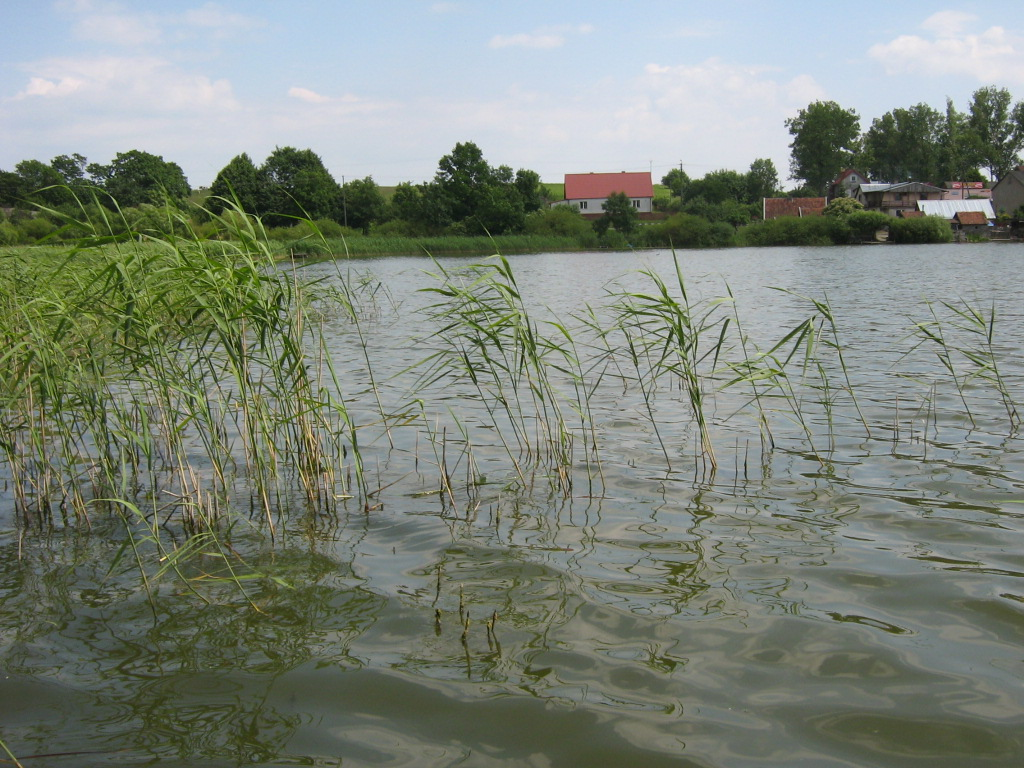
Oracze am Jezioro Wityny (Jez. Jachimowo)

## Geographische Lage
Oracze liegt im Norden des Wittinner Sees (polnisch Jezioro Wityny, auch: Jezioro Jachimowo) im Osten der Woiwodschaft Ermland-Masuren, fünf Kilometer nördlich der Kreisstadt Ełk (Lyck).

## Geschichte
Das heutige Oracze besteht aus zwei bis 1928 eigenständigen Ortschaften, deren nördlicher seinerzeit Szameyten und der südliche ehemals Oratzen hieß:
- Szameyten wurde 1473 als Dorf gegründet und wurde vor 1785 Smoydzien, nach 1785 Sameiten, vor 1912 Zameythen und dann Szameyten genannt[3],

- Oratzen bestand aus ein paar Gehöften und lag unmittelbar am Nordufer des Wittinner Sees[4].

Beide Orte wurden 1874 in den Amtsbezirk Schedlisken (polnisch Siedliska) eingegliedert, der – 1938 in „Amtsbezirk Sonnau“ umbenannt – bis 1945 bestand und zum Kreis Lyck im Regierungsbezirk Gumbinnen (ab 1905: Regierungsbezirk Allenstein) der preußischen Provinz Ostpreußen gehörte.
In Szameyten waren im Jahr 1910 insgesamt 303 Einwohner registriert, in Oratzen waren es im gleichen Jahr 117. Aufgrund der Bestimmungen des Versailler Vertrags stimmte die Bevölkerung im Abstimmungsgebiet Allenstein, zu dem beide Dörfer gehörten, am 11. Juli 1920 über die weitere staatliche Zugehörigkeit zu Ostpreußen (und damit zu Deutschland) oder den Anschluss an Polen ab. In Oratzen stimmten 80 Einwohner, in Szameyten 200, für den Verbleib bei Ostpreußen, auf Polen entfielen keine Stimmen.
Am 1. November 1928 gaben beide Dörfer ihre Eigenständigkeit auf und wurden zusammen mit dem Nachbarorten Wittinnen (polnisch Wityny) und Milchbude (Forst) (polnisch Mleczkowo) zur neuen Landgemeinde Wittenwalde zusammengeschlossen.
Die Einwohnerzahl dieser neuen Kommune belief sich 1933 auf 399       und betrug 1939 bereits 412. Sie war weiterhin dem Amtsbezirk Schedlisken (1938 bis 1945: Amtsbezirk Sonnau) zugeordnet.
In Kriegsfolge kam Wittenwalde 1945 mit dem gesamten südlichen Ostpreußen zu Polen und trägt seither die polnische Namensform „Oracze“. Mit dem Nachbarort Wityny (Wittinnen) bildet es ein Schulzenamt (polnisch Sołectwo) im Verbund der Gmina Ełk (Landgemeinde Lyck) im Powiat Ełcki (Kreis Lyck), bis 1998 der Woiwodschaft Suwałki, seitdem der Woiwodschaft Ermland-Masuren zugehörig.

## Religionen
Bis 1945 waren Szameyten und Oratzen bzw. Wittenwalde in die evangelische Kirche Stradaunen in der Kirchenprovinz Ostpreußen der Kirche der Altpreußischen Union und in die katholische St.-Adalbert-Kirche Lyck im Bistum Ermland eingepfarrt.
Heute gehört Oracze zur katholischen Pfarrei Staduny im Bistum Ełk der Römisch-katholischen Kirche in Polen. Hier 
lebende evangelische Kirchenglieder halten sich zur Kirchengemeinde in der Stadt Ełk, einer Filialgemeinde der Pfarrei Pisz (deutsch Johannisburg) in der Diözese Masuren der Evangelisch-Augsburgischen Kirche in Polen.

## Verkehr
Oracze liegt an der verkehrstechnisch bedeutenden polnischen Landesstraße 65 (einstige deutsche Reichsstraße 132), die durch die Woiwodschaften Ermland-Masuren und Podlachien verläuft und die polnisch-russische Grenze mit der polnisch-belarussischen Grenze verbindet. Außerdem endet eine Nebenstraße von Romejki (Rumeyken) kommend in Oracze.
Eine Bahnanbindung existiert nicht.